# SNCASE SE.3120 Alouette
SNCASE SE.3120 Alouette ("Škrjanec") je bil lahki enomotorni batni helikopter, ki so ga razvili v Franciji v 1950ih. Poganjal ga je en zvezdasti motor Salmson 9Nm. Imel je odprto strukturo s kaplijčasto kabino.
Prvič je poletel 31. julija 1951 s pilotom Jean Bouletom. Helikopter se je izkazal za sposobenga vendar prekompleksnega za vzdrževanje in serijsko proizvodnjo.
Pozneje se je pojavil turbinski Alouette II in batnega Alouette so opustili.

## Tehnične specifikacije
- Posadka: 1
- Kapaciteta: 2 potnika
- Dolžina: 10,45 m (34 ft 3 in)
- Premer glavnega rotorja: 11,60 m (38 ft 1 in)
- Višina: 2,90 m (9 ft 6 in)
- Premer rotorja: 106,7 m2 (1137 ft2)
- Prazna teža: 750 kg (1650 lb)
- Gros teža: 1250 kg (2750 lb)
- Motor: 1 × Salmson 9Nm zvezdasti motor, 149 kW (200 KM)

- Maks. hitrost: 125 km/h (78 mph)
- Čas leta: 2,25 ur
- Višina leta (servisna): 4000 m (13120 ft)
- Hitrost vzpenjanja: 4,5 m/s (885 ft/min)